# Ivan Gradišer
Ivan Gradišer, kartograf (Sv. Juraj kraj Senja, 20. rujna 1923. – Zagreb, 6. kolovoza 1986.). 

## Životopis
Osnovnu školu i gimnaziju završio je u Zagrebu. Nakon mature upisao se na Agronomski fakultet gdje ga je zatekao Drugi svjetski rat te je kao student odveden u Njemačku u zarobljeništvo. Nakon završetka rata nastavio je studij, apsolvirao je 1949. godine. Potom služi vojsku tri godine, gdje je angažiran na crtanju specijalnih vojnih karata. 
Kraće vrijeme radio je u Ministarstvu poljoprivrede kao apsolvent agronomije. Nakon toga zaposlio se na novoformiranom Kartografskom odjelu pri poduzeću Učila u Zagrebu, gdje je i položio stručni ispit za kvalificiranog radnika kartografske (grafičke) struke 1951. godine. Zajedno s drugim kartografima izradio je mnoge zidne fizičke, političke i povijesne karte i atlase za osnovne škole i visokoškolske ustanove, ali i velike geografske atlase i leksikografska izdanja.
U razdoblju 1969. – 1980. izradio je niz kartografskih likovnih ostvarenja, prikaza iz ptičje perspektive pojedinih dijelova Hrvatske (Moslavina, hrvatski otoci sa zaleđem, Zagreb i okolica, itd.), a neka su tiskana kao turističke karte ili dodaci atlasima. Uz uređivački posao, u suradnji s nekolicinom u to vrijeme istaknutih profesora i stručnjaka izdao je cijeli niz turističkih vodiča, povijesnih karata i drugih prigodnih izdanja. Tehnički i likovni urednik u poduzeću Učila (Kartografija-Učila) bio je u razdoblju 1959. – 1979. Početkom 1980-ih odlazi u mirovinu.

## Djela
- Medvednica i dio Samoborske gore, karta. Učila, Zagreb 1957.
- Jugoslavenska obala Jadrana, karta. Učila, Zagreb, 4. izdanje, 1960, 5. izdanje, 1962.
- Atlas za osnovnu školu (koautori: Z. Dugački, Z. Priselac, L. Trivanović, A. Cvitanović, J. Zoričić, M. Sablić). Zagreb 1962.
- Zagreb : excursion places : lieux dexcursion : ausflugsorte : luoghi di villeggiatura : karta izletišta. Učila, Zagreb 1967.
- Slavonija i Baranja, karta (obradio B. Božić). Osijek 1969. – Mjesec, astronomska karta. Učila, Zagreb 1970.
- Socijalistička Republika Hrvatska, geografska karta (koautori Z. Prelčec, M. A. Friganović, M. Božić). Osijek 1972; Tlos, Zagreb, 4. izdanje, 1977, 5. izdanje, 1979, 6. izdanje, 1983.
- Socijalistička Republika Hrvatska, za prirodu i društvo u osnovnoj školi, karta (uredio Z. Prelčec). Školska knjiga, Zagreb, 4. izdanje, 1984.
- Svijet, prometna karta. Jugolinija, Rijeka 1972. − Izbor kulturno-povijesnih spomenika SR Hrvatske, karta. Školska knjiga, Zagreb 1972.
- Karta Like, 1:150 000 (koautori: B. Božić, S. Josipović, Z. Prelčec, N. Šavije, S. Zastavniković, J. Zoričić). Gospić 1973.